# Batalha do rio Cotegipe

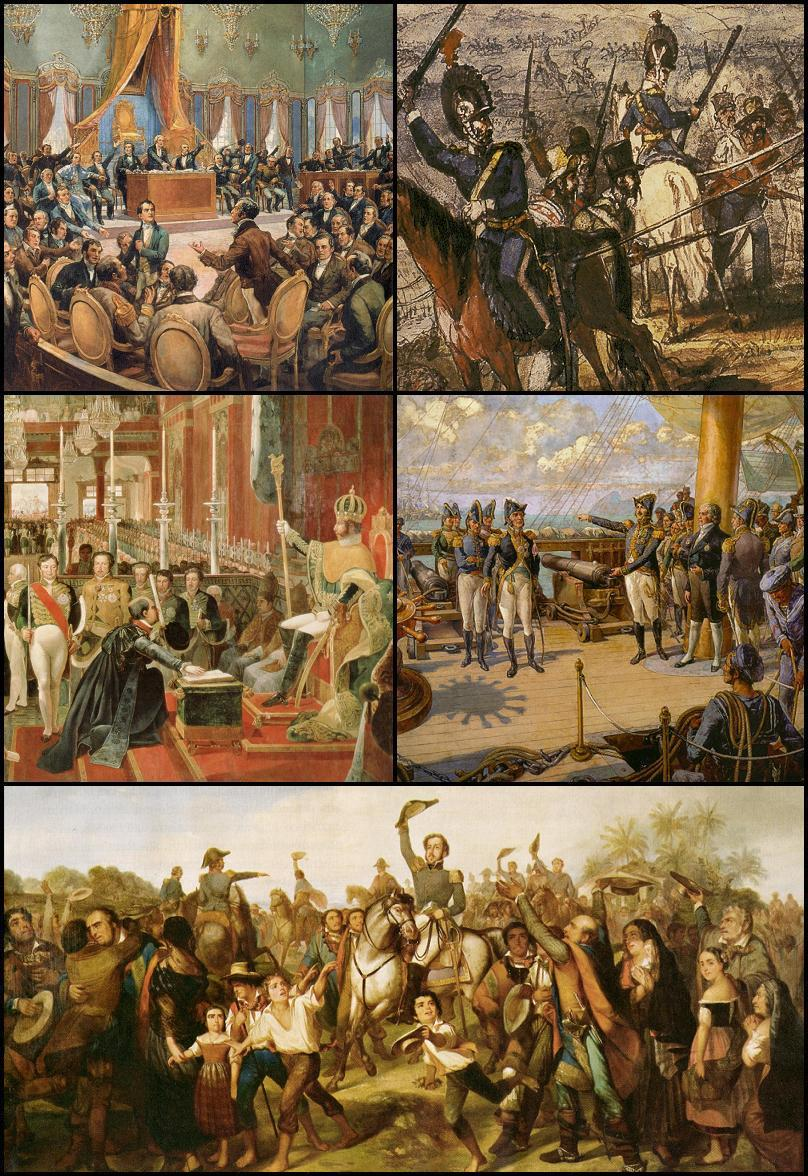
Compilação de imagens do período da Guerra da Independência do Brasil

A Batalha do Rio Cotegipe foi um confronto militar que ocorreu durante a Guerra da Independência do Brasil, em 11 de fevereiro de 1823. O local da batalha foi às margens do Rio Cotegipe, na atual cidade de Cotegipe, na Bahia.
Na época, a Bahia ainda era controlada pelas forças portuguesas, que resistiam à independência do Brasil. O exército brasileiro, liderado pelo general Pedro Labatut, cercou a cidade de Salvador, a capital da província, que era defendida pelos portugueses.
Para cortar as linhas de suprimento dos portugueses, Labatut decidiu enviar uma tropa para tomar a cidade de Cachoeira, que era um importante centro de abastecimento dos portugueses. Essa tropa, com cerca de 800 homens, foi liderada pelo coronel João José da Cunha Fidié.
No entanto, a marcha da tropa foi interrompida pela resistência portuguesa no Rio Cotegipe. As forças portuguesas, lideradas pelo brigadeiro Inácio Luís Madeira de Melo, estavam em número superior e possuíam uma posição defensiva vantajosa.
Apesar das dificuldades, as tropas brasileiras conseguiram cruzar o rio e iniciar um ataque frontal. A batalha foi intensa e sangrenta, com muitas baixas de ambos os lados. No final, as tropas brasileiras conseguiram vencer a batalha e capturar a cidade de Cachoeira.
A Batalha do Rio Cotegipe foi uma das muitas batalhas que ocorreram durante a Guerra da Independência do Brasil. Ela foi importante porque permitiu o avanço das forças brasileiras rumo à capital, Salvador, e enfraqueceu as linhas de defesa portuguesas na Bahia.